# Marco Ruitenbeek
Marco Ruitenbeek (Weesp, 12 mei 1968) is een Nederlands voormalig profvoetballer, zijn positie was doelman.
Ruitenbeek begon zijn keepersloopbaan als amateur in 1974 bij WFC Rapiditas in Weesp en keepte als professional tussen 1991 en 1997 in totaal 146 wedstrijden voor AZ waarmee hij naar de Eredivisie promoveerde. Hierna speelde hij tot 2000 zestien wedstrijden voor Go Ahead Eagles, waarna hij op verzoek van de toenmalige trainer van Dunfermline Athletic, Jimmy Calderwood, naar Schotland vertrok, en waarvoor hij tot 2004 in totaal 83 wedstrijden het doel verdedigde. Ruitenbeek sloot zijn loopbaan af bij de amateurs van SV Huizen. Bij Ajax Zaterdag is hij momenteel onder meer actief als keeperstrainer (zaterdag 1) en elftalleider / trainer (zaterdag 3).